# Eric Stanton
Eric Stanton (30 de septiembre de 1926 en Nueva York, Estados Unidos - Fallece en 1999) Ernest Stanzoni (su nombre real) fue un dibujante estadounidense, pionero en los proyectos de cómics para adultos, y muy influenciado por la cultura BDSM y las fantasías de Dominación-sumisión.

## Biografía
Se le considera igualmente precursor del arte gráfico en relación con el bondage y el fetichismo y uno de sus mejores exponentes durante el siglo XX. 
Aunque la mayoría de las escenas de su trabajo representan la dominación femenina, creó también obras en las cuales la distribución de roles era inversa. En sus últimos trabajos, puso también el énfasis en las vivencias bisexuales, homosexuales y transgeneristas o transexuales.
Su primer trabajo fue en la Movie Star News, fundada por Irving Klaw, en la que Stanton entró en 1947, después de que afirmara, como argumentación para obtener la plaza, que era capaz de dibujar mejor que cualquiera de los artistas que trabajaban para la empresa. 
Durante ese tiempo surgieron bajo pseudónimo sus personajes Savage y John Bee, así como encargos para La Revue Érotique.
Entre 1958 y 1966 compartió estudio con Steve Ditko, el coinventor del personaje Spider-Man. Para muchos, el trabajo de Stanton durante ese período señala una intensa influencia artística de Ditko. Algunos críticos creen reconocer incluso una clara cooperación de ambos artistas. Ditko siempre respondió a esas suposiciones con rotundas negativas. 
Tras la muerte en 1966 de Klaw, Stanton se mantuvo económicamente a salvo, gracias a su decisión de producir y distribuir él mismo sus obras, entre los suscriptores, a través de redes casi clandestinas. La antigua serie fotocopiada de Stantoons Series continuó distribuyéndose hasta su fallecimiento y fue reeditada tras su muerte en 1999. La serie desarrollaba algunos de los conceptos de la época post-Klaw, como el Blunder Broad (parodia erótica de Wonder Woman) y los Princkazons.